# Lucas Fernandes
Lucas Fernandes (sinh ngày 24 tháng 4 năm 1994) là một cầu thủ bóng đá người Brasil.

## Sự nghiệp câu lạc bộ
Lucas Fernandes hiện đang chơi cho Hokkaido Consadole Sapporo.